# Isabel de Hungría (1149 - 1189)
Isabel de Hungría (c. 1144 o 1145 – 12 de enero de 1189) fue una princesa del Reino de Hungría que se desposó con el duque Federico de Bohemia.

## Biografía
Isabel era hija del rey húngaro Geza II y Eufrosina de Kiev, miembro por tanto de la Casa de Árpad. Dos de sus hermanos se convirtieron en reyes húngaros: Esteban III (1162-1172) y Bela III (1172-1196). La posterior reina Constanza de Hungría, esposa de Otakar I de Bohemia, era hija de Bela III, y por tanto sobrina de Isabel.

## Princesa checa
Isabel probablemente se casó con el futuro príncipe Bedřich (más conocido en español como Federico de Bohemia, de la dinastía de los Premislidas) en 1157, ya durante el reinado de su padre Ladislao II de Bohemia. En 1172 se convirtió por primera vez en duquesa de Bohemia, pero nueve meses después, llegó la deposición de Federico como duque de Bohemia por el emperador Federico I Barbarroja, que lo destituyó en la Dieta Imperial celebrada en 1173 en Erbendorf por haber abdicado en su favor su padre Ladislao II sin elección de sus nobles ni el permiso imperial. Tras esto, Isabel de Hungría y Federico se fueron al Landgraviato de Turingia con sus suegros y suegras.
En 1178, Federico tuvo una nueva oportunidad y con el apoyo del emperador Barbarroja, en cuya corte permaneció, volvió a ser nombrado duque (la elevación del título de Bohemia como Reino no era hereditario). Cuando Federico fue a la asamblea del tribunal en Wurzburgo en 1179, confió a su esposa la administración de Bohemia. Sin embargo, tan pronto como se fue, el depuesto duque Sobeslav II, que administró Bohemia de 1172 a 1178, intentó tomar Praga, pero Isabel dirigió su exitosa defensa. Federico regresó a Bohemia. Aun habiendo sido derrotado en el incluso después de haber sido derrotado en el río Loděnice, sumó el apoyo de Conrado II Otón, que probablemente la princesa ayudó a ganar, finalmente derrotó a las fuerzas de Sobeslav en Praga. Después de la batalla, Isabel hizo construir la iglesia de Juan Evangelista en el lugar de la batalla.
La princesa emancipada puso su sello en los documentos principescos y fue consejera de Federico. Sin embargo, su gobierno no tuvo éxito, porque el territorio checo se desintegró gradualmente en Bohemia, Moravia y el obispado de Praga.
En 1184 Isabel volvió a defender el Castillo de Praga, esta vez contra el hermano de Sobeslav II, Wenceslao. Con la ayuda de su hermano Vojtěch y del duque austríaco Leopoldo V, Federico expulsó a Wenceslao de Bohemia.
Después de la muerte de Federico en 1189, Isabel solicitó a Conrado II Otón las tierras de Olomouc, de lo contrario ella se negaría a entregarle el Castillo de Praga. Conrado estuvo de acuerdo, pero cambió de opinión una vez que estuvo en el castillo. El obituario del monasterio de Doksany afirma que la princesa Isabel murió el 12 de enero, pero no en qué año.

## Descendientes
- Breslavia (m. 1180)
- Sofía de Bohemia (* antes de 1176-1195). Casada en 1186 con Alberto I de Meissen (1158-1195)
- Helena-Irene. Prometida en 1164 con Pedro Comnenos de la familia bizantina Petralifas (Petrafoilas-Comnenos).[3]
- Olga (m. c. 1163)
- Margarita (m. c. 1183)
- Ludmila de Bohemia (1170-1240), duquesa de Baviera.

## En la cultura popular
A principios del siglo XXI, Isabel se convirtió en uno de los personajes de la tetralogía de novelas de ficción histórica de la escritora checa Ludmila Vanková, Lev a růže (en checo: El león y la rosa).